# Stanislav Velich
Stanislav Velich (21. dubna 1912 Rohoznice – 1953 Anglie) byl letecký mechanik 311. československé bombardovací perutě.

## Život

### Před druhou světovou válkou
Stanislav Velich se narodil 21. dubna 1912 v Rohoznici na Hořicku v rodině místního kováře. V Hořicích se vyučil zámečníkem, následně absolvoval jednoroční kurz na armádního leteckého mechanika a po jeho ukončení sloužil u leteckého pluku v Hradci Králové. Zabýval se trampingem, byl členem trampské osady Manitoba..

### Druhá světová válka
Po německé okupaci v březnu 1939 a rozpuštění Československé armády opustil Stanislav Velich společně s dalšími ilegálně Protektorát Čechy a Morava a přes do Polsko odešel do Francie. Po jejím pádu v červnu 1940 se evakuoval do Spojeného království, kde vstoupil do Royal Air Force a byl jako letecký mechanik zařazen k 311. československé bombardovací peruti. Ve své kvalifikaci zastával vyšší post Fitter I.

### Po druhé světové válce
Po návratu do vlasti pokračoval Stanislav Velich v armádní službě a dosáhl hodnosti kapitána. Po převzetí moci komunistky v únoru 1948 odešel zpět do Spojeného království. Zde se v roce 1953 dostal do pro něj bezvýchodné situace a zažádal o návrat do Československa. Ten mu nebyl povolen a Stanislav Velich ještě v témže roce za nejasných okolností zemřel.

## Posmrtná ocenění
- Stanislav Velich byl v roce 1991 in memoriam povýšen do hodnosti podplukovníka

## Rodina
Stanislav Velich měl tři bratry. Josef Velich padl již v prvním roce první světové války v řadách c. a k. armády, Jan Velich v roce 1920 v řadách Československých legií v Rusku a Jar. Velich rovněž v roce 1920 jako dobrovolník v Maďarsko-československé válce.